# Rio Almonda
O Rio Almonda é um rio português que nasce na Serra de Aire a 5 km a noroeste de Torres Novas, na vertente sudeste daquela serra, perto de Almonda (Freguesia de Zibreira), de que recebeu o nome, e de Casais Martanes (Freguesia de Pedrógão), ambas povoações do Município de Torres Novas, fazendo no seu percurso inicial de fronteira entre as duas freguesias. 
No seu percurso de cerca de 30 quilómetros atravessa os Municípios de Torres Novas e da Golegã onde desagua na margem direita do Tejo.
O rio Almonda segue o seu curso desde a nascente situada no lugar dito do Moinho da Fonte, depois entre a Ribeira Branca e a Ribeira Ruiva, banha a povoação de Lapas, serpenteia a cidade de Torres Novas e desagua no rio Tejo, no sítio da Igreja Grande, no Município da Golegã. No total, o seu percurso é de cerca de 30 quilómetros.
O rio é atravessado por mais de duas dezenas de pontes e teve importância decisiva no desenvolvimento agrícola e industrial do Município de Torres Novas. Prova disso é o facto de ainda existirem ao longo do seu percurso (pelas diversas aldeias e até mesmo dentro da cidade de Torres Novas) antigos moinhos movidos pelas suas águas, embora grande parte deles já se encontrem em ruínas. Existe também dentro de Torres Novas uma pequena central hidroeléctrica, onde se produzia electricidade a partir das suas águas. No passado, a pesca era abundante, o que motivou, durante algumas décadas, a realização de campeonatos de pesca desportiva.
No verão de 2001, realizou-se a limpeza do leito do rio, realizada a fim de limpar e afundar o leito do rio, e assim, afundar o rio, tendo desde aí, evitado grandes cheias. A limpeza foi realizada em Lapas e em Torres Novas.
A partir de 2003, o Almonda é também palco de actividades de recreio e turismo (passeios de barco, zonas de lazer junto às margens, nomeadamente na envolvência do Jardim das Rosas em Torres Novas).
Desde 2000, que se tem criado condições para os torrejanos se virarem e desfrutarem do rio. Assim, construiu-se o mercado municipal em 2001, renovou-se as piscinas municipais Fernando Cunha em 2005 , construiu-se a nova biblioteca Gustavo Lopes em 2008, jardim das rosas em 2003 em conjunto com o jardim municipal da Avenida, inaugurado da década de 1940, tudo nas suas margens, assim o rio está mais atractivo para jovens, adultos e crianças.
Foi devido à proximidade de água potável que os primeiros habitantes se estabeleceram na região que hoje se chama Torres Novas e é por isso que o Rio Almonda é tão importante no contexto cultural da cidade.
Em tempos remotos o rio foi muito castigado por descargas da poluição feita em seu torno, deixando a água imprópria tanto para banho como para pesca e agricultura. Hoje em dia, tem-se vindo a notar que a poluição é muito mais reduzida e já se vêem patos a passear no rio e pessoas a pescar (Lapas e Torres Novas) e mesmo ao banho (na nascente, Ribeira Branca e Lapas, etc.).

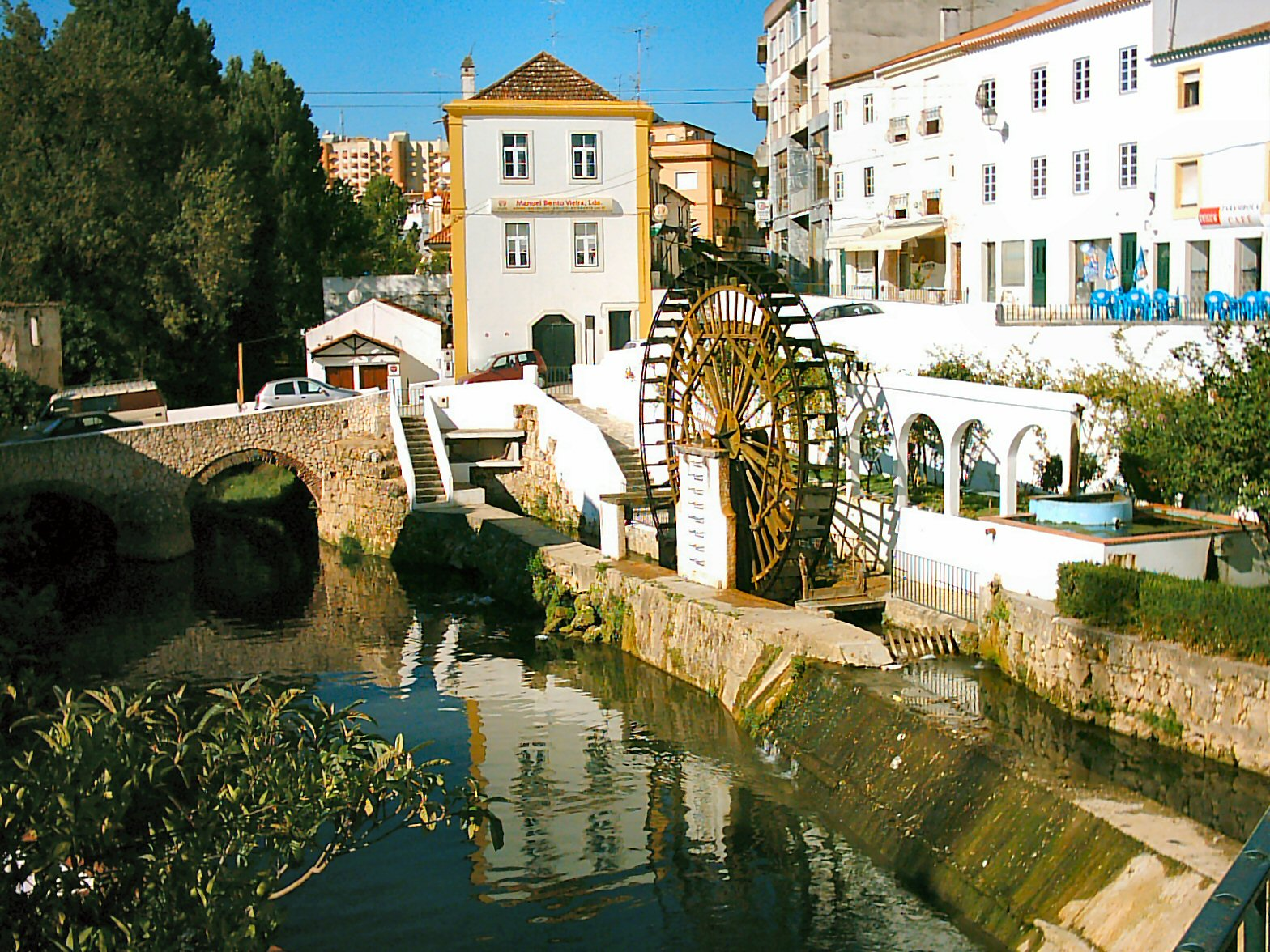
Tarambola no Rio Almonda em Torres Novas